# Срђан В. Стојанчев
Срђан В. Стојанчев (Београд, 1952) српски је новинар, научни публициста, археолог, библиофил и истраживач културе. Један је од оснивача и текући је председник Српског библиофилског друштва.

## Биографија
Стојанчев је основну школу и гимназију завршио у Београду. Студирао је археологију на Филозофском факултету. Радио је као музички сарадник на РТВ Београд до 1976. године. Након тога је радио као новинар у више редакција: Практична жена, Галаксија, Тајне и Дуга. Из БИГЗ-а одлази 2001. године и од тада је слободни новинар.
Библиофилијом је почео да се бави 1967. године. Један је од оснивача и актуелни председник Српског библиофилског друштва.
Као стручњак и истраживач, Стојанчев сарађује са угледним установама културе на подухватима од посебног значаја: Манастиром Хиландар,, Библиотеком Матице српске, Народном библиотеком Србије, Библиотеком града Београда, Легатом Милорада Павића, Музејом рудничко-таковског краја, Задужбином Иве Андрића итд.

## Делимична библиографија аутора
- „Град мртвих открива прошлост“, Галаксија, бр. 129, Београд, 1983, стр. 21-23.
- „Драгутин Костић и Богумилова визија: најстарији словенски опис раја?“, Књижевна реч, бр. 435-436, Београд, 1994, стр. 15.
- „Видици са Акропоља: уз једно путовање: Иво Андрић у Грчкој, 1962“, Србија, бр. 1, Београд, 2007, стр. 38-39.
- Литографије Анастаса Јовановића из збирке Срђана Стојанчева, Галерија Музеја рудничко-таковског краја, Горњи Милановац, 2-30. децембар 2008.
- „Молитвени шапат: непознати Иво Андрић“, Новине београдског читалишта, бр. 36, Београд, септембар-октобар 2008, стр. 14-15.
- Јован А. Дучић, кнез српске поезије: 70 година од смрти, Српско библиофилско друштво, Београд, (2013)  978-86-88631-03-7.